# Peter Leslie Shilton
Peter Leslie Shilton OBE (Leicester, Anglaterra, 18 de setembre de 1949) és un exfutbolista i entrenador anglès dels anys 1970 i 1980.

## Biografia
Tingué una llarga carrera de 30 anys en la qual disputà més de 1000 partits. S'inicià al Leicester City el 1963 on jugava el mític Gordon Banks. El 1966 Banks abandonà el club i Shilton aconseguí la titularitat del primer equip. Amb el Leicester baixà a segona divisió, però malgrat no jugar en la màxima categoria, el seleccionador anglès Alf Ramsey es fixà en ell i el feu debutar amb Anglaterra enfront Alemanya Oriental el novembre de 1970, amb victòria anglesa per 3-1. En acabar aquesta temporada assolí amb el seu club l'ascens a la primera divisió.
El 1974 fou traspassat a l'Stoke City FC per £325.000 lliures. Tres anys més tard fou traspassat al Nottingham Forest per £250.000 lliures, club on visqué la seva millor etapa esportiva. En la primera temporada al Forest guanyà la Copa de la Lliga i la lliga d'Anglaterra. Durant la temporada només encaixà 18 gols en 37 partits de lliga, i fou considerat futbolista de l'any per la PFA. La següent temporada guanyà la Copa de la Lliga de nou i la Copa d'Europa de futbol en derrotar el Malmö suec a Múnic amb un gol de Trevor Francis. El Forest tornà a guanyar la Copa d'Europa el 1980 en vèncer l'SV Hamburg a Madrid.
L'any 1982, ja amb 32 anys, Shilton participà per primer cop a un Mundial, a Espanya 82. També disputà els Mundials de Mèxic 86 i Itàlia 90. L'estiu de 1982 abandonà el Forest per ingressar al Southampton FC. El 1987 fitxà pel Derby County FC i el 1992 pel Plymouth Argyle, on també fou entrenador.
És el jugador amb més partits disputats amb la selecció anglesa de futbol amb 125 partits internacionals (a data de 2011). El 1998 fou escollit per la Football League a la llista de les 100 llegendes del futbol anglès.

## Palmarès
Leicester City
- Segona Divisió d'Anglaterra:
  - 1970-71
- FA Charity Shield:
  - 1971

Nottingham Forest
- Lliga anglesa de futbol:
  - 1977-78
- Copa de la Lliga anglesa de futbol:
  - 1977-78, 1978-79
- FA Charity Shield:
  - 1978
- Copa d'Europa de futbol:
  - 1978-79, 1979-80
- Supercopa d'Europa de futbol:
  - 1979

Southampton
- Trofeu Cidade de Vigo:
  - 1983

Anglaterra
- Rous Cup:
  - 1986, 1988, 1989

Individual
- Jugador de l'any a Anglaterra (PFA): 1
  - 1978
- English Football Hall of Fame:
  - Inclòs el 2002

## Estadístiques
| Temporada     | Club               | Lliga          | Lliga   | Lliga | Copa    | Copa | Copa de la Lliga | Copa de la Lliga | Altres  | Altres | Total   | Total |
| Temporada     | Club               |                | Partits | Gols  | Partits | Gols | Partits          | Gols             | Partits | Gols   | Partits | Gols  |
| ------------- | ------------------ | -------------- | ------- | ----- | ------- | ---- | ---------------- | ---------------- | ------- | ------ | ------- | ----- |
| 1965-66       | Leicester City     | 1a Divisió     | 1       | 0     |         |      |                  |                  |         |        |         |       |
| 1966-67       | Leicester City     | 1a Divisió     | 4       | 0     |         |      |                  |                  |         |        |         |       |
| 1967-68       | Leicester City     | 1a Divisió     | 35      | 1     |         |      |                  |                  |         |        |         |       |
| 1968-69       | Leicester City     | 1a Divisió     | 42      | 0     |         |      |                  |                  |         |        |         |       |
| 1969-70       | Leicester City     | 2a Divisió     | 39      | 0     |         |      |                  |                  |         |        |         |       |
| 1970-71       | Leicester City     | 2a Divisió     | 40      | 0     |         |      |                  |                  |         |        |         |       |
| 1971-72       | Leicester City     | 1a Divisió     | 37      | 0     |         |      |                  |                  |         |        |         |       |
| 1972-73       | Leicester City     | 1a Divisió     | 41      | 0     |         |      |                  |                  |         |        |         |       |
| 1973-74       | Leicester City     | 1a Divisió     | 42      | 0     |         |      |                  |                  |         |        |         |       |
| 1974-75       | Leicester City     | 1a Divisió     | 5       | 0     |         |      |                  |                  |         |        |         |       |
| 1966-74       | Total              | Total          | 286     | 1     | 31      | 0    | 20               | 0                | 0       | 0      | 337     | 1     |
| 1974-75       | Stoke City FC      | 1a Divisió     | 25      | 0     |         |      |                  |                  |         |        |         |       |
| 1975-76       | Stoke City FC      | 1a Divisió     | 42      | 0     |         |      |                  |                  |         |        |         |       |
| 1976-77       | Stoke City FC      | 1a Divisió     | 40      | 0     |         |      |                  |                  |         |        |         |       |
| 1977-78       | Stoke City FC      | 2a Divisió     | 3       | 0     |         |      |                  |                  |         |        |         |       |
| 1974-77       | Total              | Total          | 110     | 0     | 7       | 0    | 4                | 0                | 0       | 0      | 121     | 0     |
| 1977-78       | Nottingham Forest  | 1a Divisió     | 37      | 0     |         |      |                  |                  |         |        |         |       |
| 1978-79       | Nottingham Forest  | 1a Divisió     | 42      | 0     |         |      |                  |                  |         |        |         |       |
| 1979-80       | Nottingham Forest  | 1a Divisió     | 42      | 0     |         |      |                  |                  |         |        |         |       |
| 1980-81       | Nottingham Forest  | 1a Divisió     | 40      | 0     |         |      |                  |                  |         |        |         |       |
| 1981-82       | Nottingham Forest  | 1a Divisió     | 41      | 0     |         |      |                  |                  |         |        |         |       |
| 1977-82       | Total              | Total          | 202     | 0     | 18      | 0    | 26               | 0                | 26      | 0      | 272     | 0     |
| 1982-83       | Southampton        | 1a Divisió     | 39      | 0     |         |      |                  |                  |         |        |         |       |
| 1983-84       | Southampton        | 1a Divisió     | 42      | 0     |         |      |                  |                  |         |        |         |       |
| 1984-85       | Southampton        | 1a Divisió     | 41      | 0     |         |      |                  |                  |         |        |         |       |
| 1985-86       | Southampton        | 1a Divisió     | 37      | 0     |         |      |                  |                  |         |        |         |       |
| 1986-87       | Southampton        | 1a Divisió     | 29      | 0     |         |      |                  |                  |         |        |         |       |
| 1982-87       | Total              | Total          | 188     | 0     | 17      | 0    | 28               | 0                | 9       | 0      | 242     | 0     |
| 1987-88       | Derby County       | 1a Divisió     | 40      | 0     |         |      |                  |                  |         |        |         |       |
| 1988-89       | Derby County       | 1a Divisió     | 38      | 0     |         |      |                  |                  |         |        |         |       |
| 1989-90       | Derby County       | 1a Divisió     | 35      | 0     |         |      |                  |                  |         |        |         |       |
| 1990-91       | Derby County       | 1a Divisió     | 31      | 0     |         |      |                  |                  |         |        |         |       |
| 1991-92       | Derby County       | 2a Divisió     | 31      | 0     |         |      |                  |                  |         |        |         |       |
| 1987-92       | Total              | Total          | 175     | 0     | 10      | 0    | 18               | 0                | 8       | 0      | 211     | 0     |
| 1991-92       | Plymouth Argyle    | 2a Divisió     | 7       | 0     |         |      |                  |                  |         |        |         |       |
| 1992-93       | Plymouth Argyle    | 2a Divisió     | 23      | 0     |         |      |                  |                  |         |        |         |       |
| 1993-94       | Plymouth Argyle    | 2a Divisió     | 4       | 0     |         |      |                  |                  |         |        |         |       |
| 1992-94       | Total              | Total          | 34      | 0     | 1       | 0    | 6                | 0                | 2       | 0      | 43      | 0     |
| 1994-95       | Wimbledon          | Premier League | 0       | 0     | 0       | 0    | 0                | 0                | 0       | 0      | 0       | 0     |
| 1994-95       | Bolton Wanderers   | 1a Divisió     | 1       | 0     | 0       | 0    | 0                | 0                | 1       | 0      | 2       | 0     |
| 1995-96       | Coventry City FC   | Premier League | 0       | 0     | 0       | 0    | 0                | 0                | 0       | 0      | 0       | 0     |
| 1995-96       | West Ham United FC | Premier League | 0       | 0     | 0       | 0    | 0                | 0                | 0       | 0      | 0       | 0     |
| 1996-97       | Leyton Orient      | 3a Divisió     | 9       | 0     | 0       | 0    | 0                | 0                | 0       | 0      | 9       | 0     |
| Total Carrera | Total Carrera      | Total Carrera  | 1005    | 1     | 84      | 0    | 102              | 0                | 46      | 0      | 1237    | 1     |